# Topologi

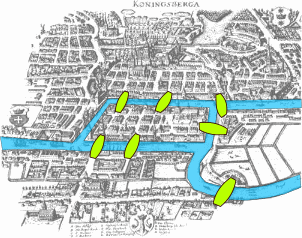
Broarna i Königsberg är ett klassiskt topologiskt problem.

Topologi från grekiskans τόπος ("topos": plats, ställe) och λόγος ("logos": lära), är en gren inom den moderna matematiken. Det är en form av geometri där endast formen på objekten, och inte några avstånd, betraktas.
En topologi beskriver ett antal volymers fysiska form och formen på deras gemensamma rum såsom de gemensamma resulterande öppningarna och överbryggningarna. En topologisk beskrivning kan till exempel vara ett schema över hållplatserna för kollektivtrafik som inte tar hänsyn till avstånden. Topologi är viktigt för att avgöra logistik då man adderar anläggningar av industrikomplex i flera plan och i många byggnader. Topologi används också då man anlägger datanätverk och väljer hur datorerna skall kopplas samman i förhållande till varandra i nätverk.
Topologi föddes i början av 1900-talet och är därför ett relativt nytt område inom matematiken. Den har visat sig mycket användbar och tillämpas idag inom andra grenar av matematik såsom analys och algebra, såväl som inom andra vetenskaper som till exempel fysik och genetik.
I geografiska databaser är topologi en förutsättning för att kunna göra vissa GIS-analyser, såsom närmaste väg mellan två noder, se vilka objekt som finns intill varandra osv.
Topologin generaliserar begreppen kontinuerlig funktion och öppen mängd. Den introduceras ofta genom att först definiera "topologiska rum", sedan "kontinuerliga funktioner" mellan dessa rum. Därefter studerar man olika "topologiska egenskaper" hos dessa. Se definitioner nedan.

## Definition
Ett topologiskt rum är ett par (X, T), där X är en mängd och T en samling av delmängder till X. Denna samling kallas för en topologi på X och definieras av följande tre egenskaper.
1. Familjen T innehåller mängden X och den tomma mängden Ø.
2. Familjen T är sluten under bildandet av godtyckliga unioner: Om {Ai}i ∈ I  är en godtycklig samling av mängder där varje mängd Ai tillhör familjen T, så är unionen ⋃i ∈ I Ai också ett element i familjen T.
3. Familjen T är sluten under bildandet av ändliga snitt: Om {Ai}ni=1     är en ändlig samling av mängder där varje mängd Ai tillhör samlingen T, så är snittet ⋂ni=1   Ai också ett element i familjen T.

En delmängd A av X säges vara öppen med avseende på en topologi T, om A är ett element i familjen T. Om topologin är underförstådd i sammanhanget säger man bara att A är en öppen delmängd av X.

## Exempel på topologiska rum
- Rummet ℝ3  där de öppna mängderna är alla mängder som är öppna med avseende på någon metrik i ℝ3,
exempelvis d((x₀, x₁, x₂), (y₀, y₁, y₂)) = {\displaystyle \scriptstyle {\sqrt {(x_{0}-y_{0})^{2}+(x_{1}-y_{1})^{2}+(x_{2}-y_{2})^{2}}}}.
- En mängd X med den triviala topologin T = {Ø, X}. Detta är den minsta möjliga topologin på X. Med avseende på denna topologi är det endast den tomma mängden, Ø, och mängden X själv, som är öppna mängder.
- En mängd X med den diskreta topologin T = 2X. Mängden 2X kallas för potensmängden av X och består av samtliga delmängder till X. Detta är den största möjliga topologin på X. Med avseende på denna topologi är varje delmängd av X en öppen mängd.

## Relaterade definitioner
- En delmängd A av ett topologiskt rum (X, T) kallas sluten om dess komplementmängd Ac = {x ∈ X : x ∉ A}  är öppen, det vill säga mängden Ac är ett element i topologin T.
- En kontinuerlig funktion f : X → Y från ett topologiskt rum (X, T) till ett topologiskt rum (Y, S) är en funktion som är sådan att mängden {\displaystyle f^{-1}(A)=\{x\in X:f(x)\in A\}} är ett element i topologin T för alla val av A∈S. 
  - Om S är den triviala topologin på Y så är varje funktion f : X → Y kontinuerlig.
  - Om T är den diskreta topologin på X så är varje funktion f : X → Y kontinuerlig.
  - Om S är den diskreta topologin på Y så är de enda kontinuerliga funktionerna f : X → Y de lokalt konstanta funktionerna. Med andra ord, funktioner sådana att det till varje x ∈ X finns en omgivning U sådan att f är konstant på U. Om X antas vara sammanhängande sammanfaller dessa med de konstanta funktionerna.
- En homeomorfi från X till Y är en bijektiv kontinuerlig funktion sådan att dess invers också är kontinuerlig.
- En topologisk egenskap, alternativt topologisk invariant, är en egenskap som bevaras under homeomorfier. Exempel på sådana egenskaper är bland annat
  - Om rummet är sammanhängande
  - Om rummet är kompakt
  - Rummets Eulerkarakteristik
  - Rummets fundamentalgrupp upp till isomorfi
  - Rummets homologigrupp upp till isomorfi